# Pauline Kwalea
Pauline Kwalea (ur. 29 lutego 1988 w Honiarze) – salomońska lekkoatletka, olimpijka.
Wystartowała na igrzyskach olimpijskich w Pekinie w biegu na 100 metrów. Z czasem 13,28 zajęła 74. miejsce wśród 84 zawodniczek (odpadła w eliminacjach). Kilkukrotnie bez powodzenia brała udział w mistrzostwach świata.